# Mostafa Atef
Mostafa Atef (en arabe : مصطفى عاطف), né en 1983, est un nageur égyptien.

## Carrière
Mostafa Atef est médaillé de bronze du 200 mètres papillon aux Championnats d'Afrique de natation 2006 à Dakar ainsi qu'aux Championnats d'Afrique de natation 2010 à Casablanca.